# Hedan II.

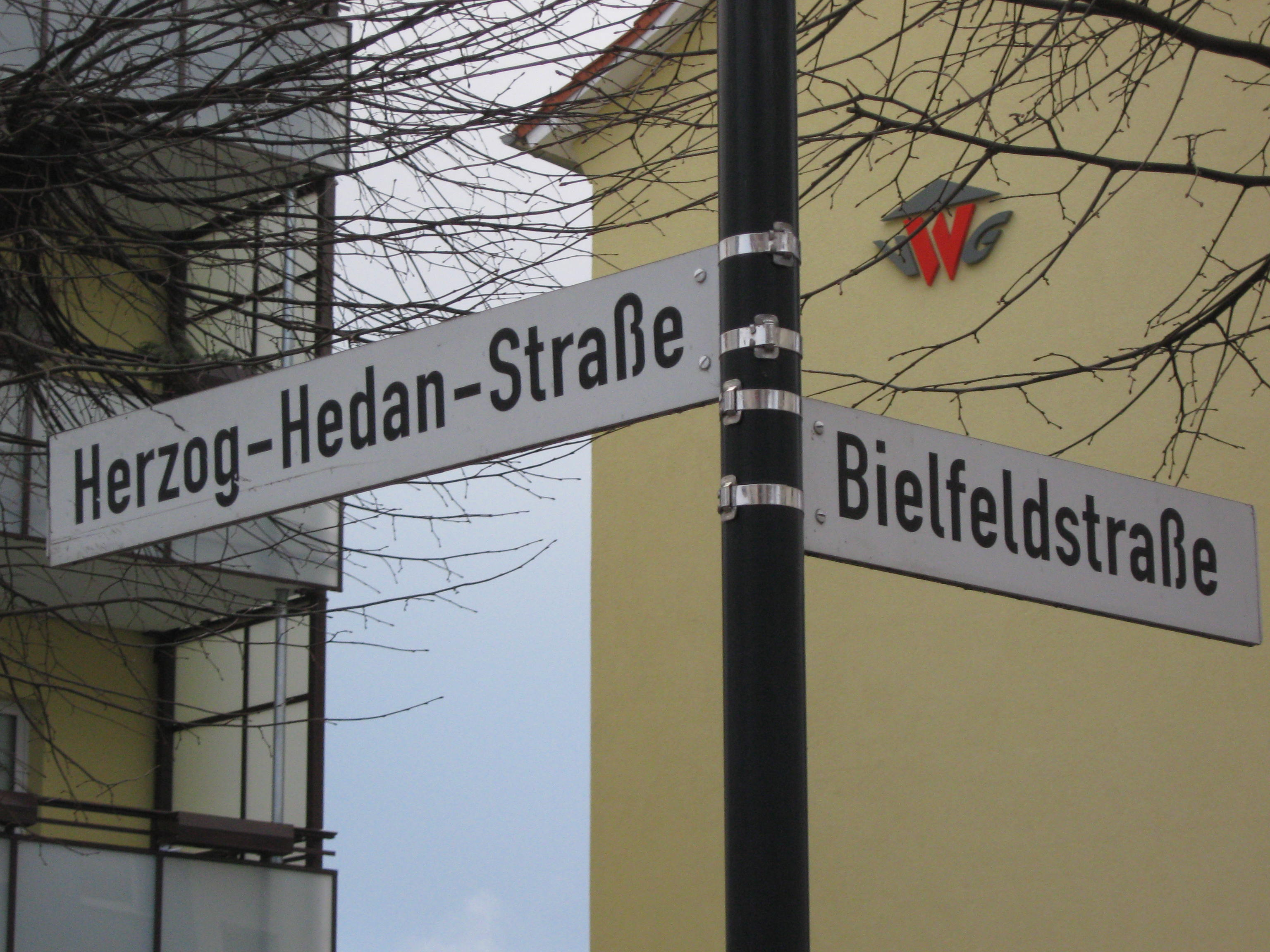
Straßenschild Herzog-Hedan-Straße in Arnstadt; in der Urkunde Heden genannt

Hedan (besser Heden, 704 und 716 urkundlich benannt) II. († um 718) war ab etwa 689 Herzog von Mainfranken und des erneuerten thüringischen Stammesherzogtums bis zu seinem Tod im Jahr 718.

## Leben
Heden war ein Sohn von Herzog Gosbert und Geilana, die den heiligen Kilian angeblich ermorden ließ. Heden war der Enkel von Hetan I. Er war Franke und hatte seinen Sitz in Würzburg.
Heden herrschte frühestens ab 689, offenbar anfangs nur im Mainfränkischen. Ob er die Dynastie Radulfs verdrängte, ist nicht zu ergründen. Um 700 erbaute Heden eine Herzogspfalz mit Kirche in Fulda. Für Immina, die Tochter von Herzog Heden II. und Theodrada, errichtete Heden im Jahr 700 ein Kloster auf dem Marienberg in Würzburg. Dort war Immina bis Anfang 742 die Äbtissin.
Von Bedeutung ist Heden vor allem, da unter seiner Herrschaft die Missionierung der Thüringer durch Willibrord um 704 begann (nicht durch Bonifatius, denn Bonifatius war damals noch in England). Eine in Würzburg ausgestellte Schenkungsurkunde des Herzogs Heden (nicht als „Hedan“ ausgestellt) vom 1. Mai 704 an den Bischof Willibrord nennt den ersten sicher überlieferten Ortsnamen Würzburgs, und zwar als Castellum Virteburh, und mehrere Ortsnamen im heutigen Thüringen: Arnstadt (Arnestati), Mühlberg (Mulenberge) und Großmonra (Monhore). Am 18. April 716 schenkte Heden wiederum an Willibrord sein väterliches und mütterliches Erbgut, in Hammelburg (ad Hamulo castellum) an der Saale im Saalegau gelegen, wo er auf Willibrords Rat ein Kloster zu errichten gedachte.
Heden starb Anfang 718 in Soissons. Daraufhin lösten die Karolinger, die damals noch merowingische Hausmeier waren, in Person von Karl Martell das Herzogtum noch im selben Jahr auf.

## Familie
Heden hatte eine Frau namens Theodrada. Sie war vermutlich eine Tochter des Theotbalds und vermutlich thüringischer Herkunft. Mit ihr hatte er einen Sohn namens Thuring und eine Tochter namens Immina.
Hedens Sohn Thuring fiel in der Schlacht von Vincy am 21. März 717.
Für Immina, die Tochter von Heden II. und Theodrada, errichtet Heden im Jahr 700 ein Kloster auf dem Marienberg in Würzburg. Dort war sie die Äbtissin bis Anfang 742. 718, nach dem Tod ihres Vaters, wurde der Marienberg Fiskalgut. Zur Würzburger Bistumsgründung 742 schenkte Hausmeier Karlmann das Kloster mit der Kirche auf dem Marienberg dem Bistum Würzburg. Es gab keinen Tausch zwischen Immina und Bischof Burkard. Immina war nach der Bistumsgründung 742 Äbtissin im Kloster Karlburg. Auch das Kloster Karlburg wurde 742 von Karlmann an das Bistum Würzburg geschenkt.